# 威廉·索尔曼
威廉·索尔曼（德語：William Frederick Sollmann，1881年4月1日—1951年1月6日），是德国社会民主党记者、政治家。1919年，索尔曼作为德国代表团的工作人员参加巴黎和会，该代表团签署了《凡尔赛条约》。其后他于1923年8月至11月在古斯塔夫·施特雷泽曼内阁担任内政部部长，协助施特雷泽曼总理平息了啤酒馆政变。1933年，他在纳粹党的迫害下辗转移民到美国，在那里他成为德国和平运动的倡导者。